# Vădeni, Galați
Vădeni este un sat în comuna Cavadinești din județul Galați, Moldova, România.

## Personalități
- Doina Silistru (n. 1958), senator

 Acest articol despre o localitate din județul Galați este deocamdată un ciot. Puteți ajuta Wikipedia prin completarea lui.